# Johann Friedrich Cleve
Johann Friedrich Cleve, auch Friedrich Christian Cleve (* 1739 in Braunschweig; † 6. Januar 1826 ebenda), war ein deutscher Offizier.

## Leben
Johann Friedrich Cleve entstammt der Beamtenfamilie Cleve und wurde 1739 in Braunschweig als jüngster Sohn eines Kammerzahlmeisters geboren. Er trat 1759 in das braunschweigische Regiment Generalleutnant Philipp von Imhoffs ein, wurde am 7. Mai des Jahres Fähnrich und am 18. September 1761 zum Leutnant befördert. Cleve nahm mit den braunschweigischen Truppen am Siebenjährigen Krieg teil. Anschließend trat er als Adjutant Herzog Ludwig Ernsts von Braunschweig, des Stellvertreters des Erbstatthalters, in niederländische Dienste. Cleve kehrte 1776 nach Braunschweig zurück und ging mit General Friedrich Adolf Riedesel und dessen braunschweigischem Hilfskorps nach Amerika, wo er zusammen mit Riedesel in Gefangenschaft geriet. Nach seiner Rückkehr im Jahr 1783 lebte Cleve bei Herzog Ludwig Ernst in Eisenach. Nach dessen Tod 1788 wurde er im Rang eines Majors erneut Adjutant General Riedesels, der bis 1794 ein braunschweigisches Hilfskorps in den Niederlanden befehligte. Cleve kehrte mit den Truppen nach Braunschweig zurück, wo er 1798 zum Kriegsrat und 1801 zum Obristen ernannt wurde. Während der westfälischen Regierungszeit ging er in Pension und erhielt von Herzog Friedrich Wilhelm nach dessen Rückkehr am 17. Januar 1815 den Charakter als Generalmajor.